# Волосатых, Павел Михайлович
Павел Михайлович Волосатых (15 декабря 1897, Новое Усолье, Пермская губерния — 19 декабря 1956, Киев) — советский военный деятель, генерал-майор. Герой Советского Союза.

## Начальная биография
Павел Михайлович Волосатых родился 15 декабря 1897 года в селе Усолье Соликамского уезда Пермской губернии в семье рабочего. Закончил шесть классов средней школы. Работал в инструментальном цехе по нарезке метчиков на пушечном заводе в городе Пермь, а также матросом в пароходстве братьев Каменских и Николая Мешкова.

## Военная служба

### Первая мировая и Гражданская войны
В Первую мировую войну он в октябре 1916 года в Петрограде добровольно поступил на военную службу и был зачислен в 11-ю роту 2-го Балтийского флотского экипажа. В апреле 1917 года переведен в Ревельский учебный отряд подводного плавания Балтийского флота в город Ревель. В июне окончил класс рулевых и назначен рулевым на подводную лодку «Кушар». С сентября исполнял должность рулевого-старшины 3-го дивизиона дивизии подводного плавания Балтийского флота.
В январе 1918 года Волосатых добровольно вступил в Ревельский отряд моряков, участвовавший в разгоне Учредительного собрания в Петрограде. До марта он был в этом отряде выборным командиром роты, после чего демобилизован. Вернувшись на родину, с апреля 1918 года командовал Усольским партизанским отрядом, позже отрядом моряков Камской военной флотилии при штабе 3-й армии Восточного фронта в городе Пермь. В сентябре 1918 года отряд был переброшен под Петроград. С октября исполнял должность начальника хозяйственной части отряда моряков особого назначения Западного фронта в городе Псков. Здесь он сформировал отряд моряков и убыл с ним в группу Я. Ф. Фабрициуса (Псковский боевой участок). Участвовал в боях с германскими войсками. В феврале 1919 года отряд был переформирован в 3-й отдельный батальон морской пехоты, где Волосатых служил комиссаром и командиром батальона. В составе 23-й стрелковой дивизии 9-й армии Южного фронта участвовал с ним в подавлении восстания казаков в Донской области. В июне 1919 года заболел тифом и эвакуирован в Петроград. В Царицыне он был задержан и назначен комиссаром Среднего Дона судов Донской флотилии при штабе 10-й армии, с сентября командовал десантной ротой этой флотилии. В октябре 1919 года переведён в Волжско-Каспийскую военную флотилию, где занимал должности организатора-агитатора при политотделе, командира батальона морских специалистов и комиссара военного завода. В январе 1920 года назначен комиссаром экспедиции по вывозу газолина из города Гурьев (Эмбенский район). В мае переведён в Баку начальником инструкторско-организационного отдела политуправления Каспийского флота. С августа был начальником штаба и командиром 1-й бригады Морской экспедиционной дивизии на Южном и Кавказском фронтах. С октября Волосатых командовал 3-м Волжским полком 9-й армии, с ноября — отдельным батальоном морских специалистов Чёрного моря. С января 1921 года исполнял должность комиссара артиллерийско-инженерного управления Перекопско-Сивашского УРа (Таганаш — Джанкой). В мае переведён на ту же должность в Керченский УР, с июля исполнял должность помощника коменданта по политчасти Керченской крепости.

### Межвоенный период
После Гражданской войны с декабря 1921 года Волосатых проходил службу в должности начальника-комиссара и коменданта Керченского артиллерийского склада. В январе 1922 года «за разрешение продать пуд и десять фунтов пороху» был отстранён от должности, арестован и отдан под суд. Севастопольским революционным трибуналом он был осуждён на 2 года менее строгой изоляции. В течение двух месяцев находился в тюрьме в городе Симферополь, затем был освобождён и назначен заместителем командира по строевой части 69-го стрелкового полка 23-й стрелковой дивизии Харьковского военного округа. С ноября 1922 по ноябрь 1923 года находился на учёбе в Харьковской высшей повторной школе старшего комсостава. После её окончания он был назначен в 45-ю стрелковую дивизию Украинского ВО, где командовал ротой в 133-м, затем 134-м Приднестровском стрелковых полках. С октября 1927 по август 1928 года проходил подготовку на курсах «Выстрел». Вернувшись в полк, проходил службу командиром роты и помощником командира батальона. С сентября 1929 года временно командовал отдельным караульным батальоном Киевского гарнизона. С сентября 1932 года служил в 58-й стрелковой дивизии в должностях командира батальона 143-го Смелянского стрелкового полка, с января 1935 года — помощником командира по строевой части 172-го стрелкового полка. С января по июнь 1936 года вновь находился на курсах «Выстрел». В июле 1936 года майор П. М. Волосатых назначается помощником командира по строевой части 288-го стрелкового полка 96-й стрелковой дивизии Киевского ВО. С марта 1938 года был начальником окружных военно-хозяйственных курсов КОВО, с сентября — начальником учебной части курсов. С ноября 1939 года командовал 236-м стрелковым полком 187-й стрелковой дивизии Харьковского ВО, с июня 1940 года — батальоном на Ахтырских КУКС запаса. В мае 1941 года назначен преподавателем тактики Орджоникидзевского военного училища связи Красной армии.

### Великая Отечественная война
В Великую Отечественную войну подполковник Волосатых в сентябре 1941 года вступил в командование 1127-м стрелковым полком 337-й стрелковой дивизии СКВО, формировавшейся в городе Астрахань. В конце октября дивизия вошла в состав 57-й армии, подчиненной Ставке ВГК. С 10 декабря 1941 года П. М. Волосатых вступил во временное командование 335-й стрелковой дивизией и убыл с ней на Южный фронт. С 18 января ее части в составе 57-й армии участвовали в Барвенково-Лозовской наступательной операции в направлении Белбасовка, Черкасская. В результате контрудара противника дивизия попала в окружение и вынуждена была отойти в район Знаменка — Черкасская. 19 февраля 1942 года подполковник Волосатых «за халатное отношение к боевым действиям, отход дивизии без приказа и утерю материальной части» был освобожден от должности с преданием суду. Военным трибуналом он был осужден на 8 лет с направлением на передовые позиции и назначением командиром полка.
С апреля 1942 года принял командование 674-м стрелковым полком 150-й стрелковой дивизии 57-й армии Южного фронта. В ходе Харьковского сражения дивизия в составе войск армии попала в окружение в Барвенковском выступе. В период с 25 по 28 мая подполковник Волосатых сумел вывести окруженные части 6-й и 57-й армий в район г. Изюм — в расположение частей 9-й армии. В июне вступил в командование 1118-м стрелковым полком 333-й стрелковой дивизии. С конца июня ее части в составе войск 9-й армии Южного фронта, затем 38-й и 21-й армий Сталинградского фронта участвовали в Воронежско-Ворошиловградской оборонительной операции и в Сталинградской битве. В августе управления дивизии и полков были направлены на формирование в Юж.-УрВО. До октября дивизия формировалась на ст. Ново-Сергеевская Оренбургской ж. д., затем убыла на Донской фронт и в составе 21-й армии участвовала в Сталинградской оборонительной операции. В ходе контрнаступления под Сталинградом полк взял в плен два штаба дивизий с двумя генералами, 180 офицеров и более трех тысяч солдат противника. В начале декабря дивизия вошла в состав 5-й танковой армии Юго-Западного фронта и участвовала в Среднедонской наступательной операции и вела бои за плацдарм на правом берегу р. Чир. С 15 января 1943 года вела бои за плацдарм на правом берегу р. Северский Донец в районе г. Каменск. Приказом по войскам Юго-Западного фронта от 10 января 1943 г. Волосатых был награжден орденом Суворова 3-й ст., а Постановлением Военного совета фронта от 22 января 1943 года судимость с него была снята. 
В январе — феврале 1943 г. он с полком в составе дивизии успешно действовал в Ворошиловградской наступательной операции. С 13 июня был допущен к командованию 263-й стрелковой дивизией 6-й армии и участвовал в Донбасской наступательной операции. С 23 сентября дивизия была выведена на пополнение в резерв Ставки, а в конце октября вошла в 28-ю армию 4-го Украинского фронта и участвовала в Мелитопольской наступательной операции. 5 ноября дивизия была переброшена через Сиваш на занятый плацдарм в Крыму, войдя в состав 51-й армии. В ходе Крымской наступательной операции 263-я стрелковая дивизия под его командованием участвовала в прорыве глубоко эшелонированной обороны противника и овладении г. Джанкой. 16 апреля ее части заняли г. Бахчисарай и вышли на подступы к Севастополю. Приказом ВГК от 24 апреля 1943 года дивизии, отличившейся в боях при прорыве сильно укрепленной обороны противника в озерных дефиле на южном побережье Сиваша, было присвоено наименование «Сивашская», а ее командиру полковнику Волосатых Указом Президиума Верховного Совета СССР от 16 мая 1944 года за умелое командование дивизией и проявленные при этом мужество и героизм было присвоено звание Героя Советского Союза с вручением ордена Ленина и медали «Золотая Звезда» (№ 3874).
С 16 апреля 1944 года он вступил в командование 33-й гвардейской стрелковой дивизией, входившей в состав 55-го стрелкового корпуса 2-й гвардейской армии. Участвовал с ней в освобождении Севастополя, за что дивизии было присвоено наименование «Севастопольская» (24 мая 1944). По завершении боев в Крыму дивизия в составе армии была выведена в резерв Ставки ВГК. В июне она убыла на 1-й Прибалтийский фронт и участвовала в Белорусской наступательной операции. 30 августа 1944 г. генерал-майор Волосатых был освобожден от должности и зачислен в резерв фронта, затем 9 сентября назначен зам. командира 40-го стрелкового корпуса. Ее соединения и части в составе 3-й армии 2-го Белорусского фронта участвовали в освобождении вост. районов Польши. В ходе боев он руководил боевыми действиями 5-й стрелковой Орловской дивизии. Со 2 января по 16 марта 1945 г. находился на лечении в госпитале НКО, затем в санатории «Архангельское». После излечения в апреле вновь вступил в должность зам. командира 40-го стрелкового корпуса 3-й армии 1-го Белорусского фронта и участвовал с ним в Берлинской наступательной операции.

### Послевоенная карьера
После войны Волосатых продолжал служить в том же корпусе (с августа 1945 г. — в составе Минского ВО). С марта 1946 г. командовал 129-й стрелковой Орловской Краснознаменной ордена Кутузова дивизией в составе 28-й армии БВО ВС СССР. В апреле 1947 г. был отстранен от должности и в мае назначен зам. командира 66-й гвардейской стрелковой Николаевской Краснознаменной дивизии ОдВО в г. Бельцы.
22 декабря 1950 года уволен в запас, после чего жил в Киеве, где и умер 19 декабря 1956 года. Похоронен на Байковом кладбище.

## Награды
- Медаль «Золотая Звезда»;
- Два ордена Ленина;
- Три ордена Красного Знамени;
- Орден Суворова 3-й степени;
- Орден Отечественной войны 1-й степени;
- Медали[2].